# Antennenfaktor
Der Antennenfaktor, abgekürzt AF oder auch als K-Faktor bezeichnet, drückt das Verhältnis der an einer Empfangsantenne anstehenden elektrischen Feldstärke E und der am abgeschlossenen Antennenanschluss anliegenden elektrischen Spannung U aus und charakterisiert die Empfangseigenschaften einer elektrischen Antenne. Bei magnetischen Antennen ergibt sich ein analoger Zusammenhang zwischen der magnetischen Feldstärke H und der am abgeschlossenen Antennenanschluss anliegenden elektrischen Spannung U. Der Antennenfaktor ist dabei stark frequenzabhängig, wird in Form von Diagrammen als Verlauf des Antennenfaktors über die Frequenz beschrieben, und ist vom Typ und Aufbau der Antenne bestimmt.
Der Antennenfaktor wird insbesondere im Bereich der elektrischen Messtechnik im Rahmen von EMV-Prüfungen verwendet, um von der mit einem Spektrumanalysator gemessen elektrischen Spannung auf die in der Prüfkammer vorliegende elektrische Feldstärke schließen zu können. Da Störemissionsmessungen eines zu prüfenden Gerätes in guter Näherung im Fernfeld erfolgen, kann durch die so ermittelte elektrische Feldstärke bzw. magnetischen Feldstärke direkt auf das abgestrahlte elektromagnetische Feld des zu prüfenden Gerätes geschlossen werden.

## Allgemeines

Beispielhafter Verlauf des Antennenfaktors über die Frequenz

Der Antennenfaktor AF ist formal bei elektrischen Antennen, im Folgenden werden nur diese Antennen betrachtet, das Betragsverhältnis aus elektrischer Feldstärke E welche an der Antennen anliegt und der daraus resultierenden elektrischen Spannung U an den mit 50 Ω abgeschlossenen Antennenanschluss:
{\displaystyle AF={\frac {|E|}{|U|}}}
Der Antennenfaktor beinhaltet die effektive Länge der Antenne, die Antennenimpedanz und die Verluste bzw. Gewinn der Antenne. In Praxis wird meist mit dem logarithmischen Verhältnis des AF gearbeitet, auch Wandlungsmaß oder Umwandlungsmaß bezeichnet, und ausgedrückt in der Hilfsmaßeinheit dB:
{\displaystyle AF_{dB/m}=20\log {\frac {|E|}{|U|}}}
Das Umwandlungsmaß bewegt sich üblicherweise in einem Bereich von 0 dB/m bis 60 dB/m als eine Funktion über die Frequenz, wie in nebenstehenden Diagramm als beispielhafter Verlauf abgebildet. Der Verlauf wird vom Hersteller einer Messantenne nach dem Zusammenbau messtechnisch erfasst und der Messantenne als Kalibrierdatensatz mitgegeben. Bei Veränderungen an der Antenne muss diese Kalibrierung wiederholt werden, welche üblicherweise in einer TEM-Zelle oder in einer Absorberkammer zur Nachbildung der Freiraumausbreitung durchgeführt wird.
Mit dem Umwandlungsmaß AFdB/m lässt sich damit direkt von der vom Spektrumanalysator gemessenen Spannung U, meist bezogen auf 1 µV und als UdBµV ausgedrückt, auf die bei der Antenne herrschende Feldstärke E schließen:
{\displaystyle E_{dB\mu V/m}=U_{dB\mu V}+AF_{dB/m}}
Bei praktischen Messungen kommen zu dieser Gleichung im Regelfall noch zusätzliche Terme hinzu, welche unter anderem das Messkabel zwischen Empfangsantenne und Messgerät ausdrücken.
Da die Messung im Fernfeld erfolgt kann mit der so ermittelten elektrischen Feldkomponente über den Zusammenhang mit dem Feldwellenwiderstand Z0 des leeren Raumes:
{\displaystyle Z_{0}={\frac {E}{H}}\approx 377\Omega }
direkt auf die magnetische Feldkomponente geschlossen werden:
{\displaystyle H_{dB\mu A/m}=E_{dB\mu V/m}-52\mathrm {dB{/\Omega }} }